# ألونزو إف. سالزبوري
ألونزو إف. سالزبوري هو سياسي أمريكي، ولد في 1808، وتوفي في 1855.